# Streitkräfte des Tschad
Die Streitkräfte des Tschad (französisch Armée Nationale Tchadienne) sind das Militär des Staates Tschad. Sie umfassen die Teilstreitkräfte Heer und Luftstreitkräfte sowie die Republikanische Garde. Der Wehretat betrug 2021 rund 331 Mio. US-$. Es herrscht eine 32-monatige Wehrpflicht, welche ab dem 20. Lebensjahr eines männlichen tschadischen Bürger abzuleisten ist.
Frankreich unterstützt den Tschad mit militärischer Ausrüstung und Ausbildung und ist mit etwa 1500 Soldaten im Land präsent.

## Geschichte
Nach der Unabhängigkeit des Tschads von Frankreich wurden 1960 erste eigene Truppen aufgestellt.
Die ersten Militäreinheiten bestanden zunächst aus Stämmen aus den Süden des Tschad. Die ersten tschadischen Offiziere wurden 1978–79 nach Maßstäben der französischen Armee ausgerüstet.
Anfangs bezogen die tschadischen Streitkräfte Material ausschließlich aus Frankreich. Die tschadischen Streitkräfte führen ihre Traditionen auf die französisch-tschadischen Truppen, die im Ersten Weltkrieg kämpften, zurück.
1983 wurde der Tschad de facto am 16. Breitengrad zweigeteilt, das Libysche Militär war im Norden präsent. 1986 bis 1987 gingen die tschadischen Regierungstruppen aber in die Offensive (Libysch-Tschadischer Grenzkrieg).
Habré wurde 1990 durch die bewaffnete Opposition des Mouvement Patriotique du Salut von Idriss Déby gestürzt. 1994 wurde der Aouzou-Streifen durch den Internationalen Gerichtshof wieder dem Tschad zugesprochen. Laut Aussagen von Abu Bakr Yunis Jaber kämpften Einheiten der Republikanischen Garde des Tschad im Bürgerkrieg in Libyen auf Seite der Regierung. Diese sollen von Issa Taher, dem Vizechef für die Sicherheitsapparate im Tschad und nahen Verwandten von Idriss Déby, angeführt worden sein. Streitkräfte des Tschad nahmen 2013 an der Opération Serval zur Vertreibung von islamistischen Rebellen aus im Norden Malis teil.
2006 lieferte der libysche Diktator Muammar al-Gaddafi dem Tschad vier SIAI-Marchetti SF.260 leichte Angriffsflugzeuge. Sie wurden 2008 zur Luftnahunterstützung bei der Rückeroberung der Hauptstadt N’Djamena eingesetzt.
Eines der Flugzeuge wurde von den Rebellen abgeschossen.
2008 kam es bei einer Offensive auf die Hauptstadt zu schweren Kämpfen um den Präsidentenpalast. In der Folge fiel die Hauptstadt N’Djamena. Mit französischer Luftwaffe und Einheiten der Fremdenlegion konnte die tschadische Armee schließlich die Aufständischen schlagen. Außerdem setzen die tschadischen Streitkräfte Schiffe und Hubschrauber ein, um den Präsidentenpalast zurückzuerobern. Hierbei verlor die tschadische Armee den Stabschef Daoud Soumain.
Infolge kam es 2013 zur französischen Intervention in Mali, bei der rund 5500 tschadische Soldaten teilnahmen.
Außerdem konnte der Anführer der Terrororganisation Boko Haram am 3. März 2013 von tschadischen Interventionstruppen ausgeschaltet werden.
2015 operierten tschadische Soldaten im Grenzgebiet zu Nigeria und es kam zu schweren Gefechten mit Kämpfern von Boko Haram. Hierbei konnten die letzten größeren Gebiete, die unter Kontrolle der Terroristen standen, zurückerobert werden.
Die tschadische Armee griff erstmals 2015 IS-nahe Milizen an und tötete den Anführer dieser Gruppe. Die Gruppe stand der Boko-Haram Miliz nahe und war aufgrund ihrer Gräueltaten gefürchtet.
2019 drangen libysche Aufstände tief in tschadisches Gebiet ein. Auf ein tschadisches Hilfeersuchen griffen französische Mirage 2000/5 verschiedene Konvois entlang der tschadisch-libyschen Grenze an, um mögliche tschadische Verluste zu vermeiden. Berichten zufolge handelte es bei den Aufständischen um eine Gruppe, die als Al-Qaida-nah einzustufen ist.
Am 23. März 2020 wurde ein tschadischer Armeestützpunkt von Kämpfern der Terrororganisation Boko Haram angegriffen. Hierbei wurden 92 tschadische Soldaten getötet. Idriss Déby startete daraufhin eine Gegenoffensive gegen die aus dem Nachbarland eingedrungenen Terroristen. Nach Angaben des kanadischen Anti-Terror-Experten St-Pierre hatten zahlreiche Auslandsinterventionen und innere Einsätze die Kapazitäten des tschadischen Militärs zuletzt überfordert.
Nach dem Tod des Präsidenten Idriss Déby am 19. April 2021 durch die Rebellengruppe FACT wurde sein Sohn Mahamat Déby zum Interimspräsidenten und Oberbefehlshaber der tschadischen Streitkräfte ernannt. Im Jahr 2021 wurden die letzten Aufständischen besiegt und es kam zu einer Siegesparade in N’Djamena.
Schließlich schlossen die Rebellengruppen der FACT und der URF mit der tschadischen Regierung einen Friedensvertrag, der von französischer Seite überwacht wird.
Im Frühjahr 2022 kam es zu einem erneuten Überfall durch die Terrororganisation Boko Haram, bei der zwischen 20 und 40 tschadische Soldaten getötet wurden.
Die tschadischen Streitkräfte werden aufgrund der Bedrohung durch Terroristen und ethnische Konflikte massiv ausgebaut.
Tschadische Truppen waren seit 2013 an der UN-Mission in der Zentralafrikanischen Republik beteiligt.
Nachdem ein tschadischer Soldat beschuldigt wurde, auf Zivilisten geschossen zu haben, entschied die tschadische Militärführung, sich aus der UN-Mission zum Anfang des Jahres 2023 zurückzuziehen.
Derzeit operiert die tschadische Armee gegen die aus Libyen eingedrungenen Terroristen der IS-Splittergruppe Islamischer Staat in Westafrika (ISWA) und kämpft im Dreiländereck gegen die stärker werdende IS-nahe Terrorgruppe Boko Haram.
Zudem operiert die tschadische Armee gegen regierungsfeindliche Milizen und Dissidentengruppen im Norden des Tschads. Hierbei gibt es die Rebellengruppe FACT und die Rebellengruppe CCSMR.
Anfang 2023 führten mutmaßliche tschadische Einheiten Luftangriffe auf Formationen der Söldnergruppe Wagner in der Zentralafrikanischen Republik durch.

### Waffenkäufe seit 2008
Der Tschad versuchte 2018 eine Reihe von gepanzerten Fahrzeugen in Höhe von 500 Millionen Dollar zu erwerben. Hierbei kam es zu einer Vorleistung von 100 Millionen US-Dollar. Der Deal kam am Ende nicht zustande und die Vorleistungen wurden angeblich von einem unbekannten Mittelsmann veruntreut.
2020 wurden weitere Bastion Patas Mannschaftstransporter von der Europäischen Union gespendet.
Im August 2021 wurden zahlreiche Terrie LT-79 gepanzerte Patrouillenfahrzeuge aus US-amerikanischer Produktion bei einer Parade gesichtet. Insgesamt sollen 20 Stück an den Tschad geliefert worden sein.
Im Januar 2023 kam es zwischen dem Tschad und Saudi-Arabien zum Schluss eines Kooperationsvertrages. Saudi-Arabien will Waffen und Fahrzeuge zur Stärkung der tschadischen Armee zukommen lassen.

## Ausrüstung

### Heer
Das Heer (französisch Armée de terre tchadienne) umfasst ca. 27.500 Mann und verfügt über folgende Ausrüstung.

#### Fahrzeuge
| Typ                        | Herkunft            | Funktion                         | Version        | Anzahl  |
| -------------------------- | ------------------- | -------------------------------- | -------------- | ------- |
| T-55                       | Sowjetunion         | Kampfpanzer                      |                | 60      |
| Type 59                    | Volksrepublik China | Kampfpanzer                      | Typ 59G        | 14      |
| WZ551                      | Volksrepublik China | Schützenpanzer                   | PTL02          | ca. 20  |
| Panhard AML                | Frankreich          | Spähpanzer                       | AML-60AML-90   | 132     |
| Bastion Patsas             | Frankreich          | SpähpanzerMannschaftstransporter |                | 224+    |
| BRDM-2                     | Sowjetunion         | Spähpanzer                       |                | ca. 100 |
| EE-9 Cascavel              | Brasilien           | Spähpanzer                       |                | 20      |
| ERC-90 Sagaie              | Frankreich          | Spähpanzer                       | ERC-90DERC-90F | 94      |
| RAM-2000                   | Israel              | Spähpanzer                       |                | 31+     |
| BMP-1                      | Sowjetunion         | Schützenpanzer                   | BMP-1BMP-1U    | 8042    |
| M706                       | Vereinigte Staaten  | Schützenpanzer                   | LAV-150        | 9       |
| BTR-3                      | Ukraine             | Mannschaftstransporter           | BTR-3E         | 12      |
| BTR-60                     | Sowjetunion         | Mannschaftstransporter           |                | ca. 20  |
| BTR-80                     | Sowjetunion         | Mannschaftstransporter           |                | 24      |
| Black Scorpion             | Belgien             | Mannschaftstransporter           |                | ca. 10  |
| Véhicule de l’avant blindé | Frankreich          | Mannschaftstransporter           | VTT            | 25      |
| WZ-523                     | Volksrepublik China | Mannschaftstransporter           |                | 8       |
| Terrier LT-79              | Vereinigte Staaten  | Mehrzweckfahrzeug                |                | 30      |

#### Artillerie
| Typ          | Herkunft            | Kaliber | Funktion          | Anzahl |
| ------------ | ------------------- | ------- | ----------------- | ------ |
| 2S1 Gvozdika | Sowjetunion         | 122 mm  | Selbstfahrlafette | 10     |
| M101         | Vereinigte Staaten  | 105 mm  | Haubitze          | 5      |
| D-74         | Sowjetunion         | 122 mm  | Haubitze          | 2+     |
| Typ 63       | Volksrepublik China | 107 mm  | Raketenwerfer     |        |
| BM-21 Grad   | Sowjetunion         | 122 mm  | Raketenwerfer     | 6      |
| Typ 81       | Volksrepublik China | 122 mm  | Raketenwerfer     | 5      |
|              |                     | 81 mm   | Mörser            |        |
| AM-50        | Frankreich          | 120 mm  | Mörser            |        |

#### Panzerabwehrwaffen
| Typ   | Herkunft               | Kaliber | Funktion                | Version |
| ----- | ---------------------- | ------- | ----------------------- | ------- |
| Eryx  | Frankreich             |         | Panzerabwehrlenkwaffe   |         |
| MILAN | Frankreich Deutschland |         | Panzerabwehrlenkwaffe   |         |
| M40   | Vereinigte Staaten     | 105 mm  | Rückstoßfreies Geschütz | A1      |

#### Flugabwehr
| Typ          | Herkunft    | Funktion         |
| ------------ | ----------- | ---------------- |
| 2K12 Kub     | Sowjetunion | Flugabwehrrakete |
| 9K310 Igla-1 | Sowjetunion | MANPADS          |
| ZPU-1        | Sowjetunion | Maschinengewehr  |
| ZPU-2        | Sowjetunion | Maschinengewehr  |
| ZPU-4        | Sowjetunion | Maschinengewehr  |
| ZU-23        | Sowjetunion | Flugabwehrkanone |
| ZSU-23-4     | Sowjetunion | Flugabwehrpanzer |

### Republikanische Garde
Die republikanische Garde (französisch Direction générale de service de sécurité des institutions de l’État; kurz: DGSSIE) umfasst etwa 5400 Mann und ist die Elitetruppe der Streitkräfte. Die DGSSIE entstand 2005, nachdem die frühere Präsidentengarde nach massenhaften Desertionen aufgelöst wurde. Der Aufbau der Garde soll mit Geldern von Muammar al-Gaddafi finanziert worden sein.

### Luftstreitkräfte
Am 11. Juni 2006 verlor die tschadische Luftwaffe eine C-130 Hercules, als diese über die Landebahn hinaus schoss und irreparabel beschädigt wurde.
Außerdem wurden am 1. Juli 2017 wurden mehrere tschadische Maschinen beschädigt. Folgende Maschinen wurden beschädigt: drei Hubschrauber, eine PC 12, eine MiG-29 und zwei SU-25.
Im Verlauf des Jahres 2018 wurden mit US-amerikanischer Hilfe Shelter für die Luftfahrzeuge der tschadischen Luftwaffe gebaut.

#### Anfänge der tschadischen Luftwaffe
Die tschadische Luftwaffe wurde im Jahr 1969 als eigene Teilstreitkraft gegründet. Sie bestand zunächst aus 4 Douglas C-47 Frachtflugzeugen und drei Max Holste MH.1521 Verbindungsflugzeugen.
Zunächst waren die meisten Piloten Söldner aus Frankreich, da die tschadischen Luftstreitkräfte keine eigenen Piloten hatte.
Mitte der 1970er Jahre wurde die tschadische Luftwaffe durch 4 zusätzliche Douglas A-1 Skyraider Kampfflugzeuge ergänzt. Alle Flugzeuge wurde aus ausgemusterten französischen Bestände geliefert und von französischen Söldnern bemannt. Drei Cessna Skymaster Transportflugzeuge wurden ebenfalls bis 1977 ausgeliefert.

### Erste Kampfhandlungen
Die tschadische Luftwaffe nahm erstmals an Kampfhandlungen im Juli 1977 gegen die von Libyen unterstützten FROLINAT-Rebellen teil. Nach einem Angriff auf die tschadische Grenzstadt Zouar, griff die tschadische Luftwaffe Stellung nahe der libyschen Stadt Bengasi an. Beim ersten größeren Einsatz wurden alle beteiligten Flugzeuge der tschadische Luftwaffe durch Flak-Beschuss beschädigt. Am 3. Juli 1977 wurde eine Douglaus A-1 am Triebwerk getroffen und der Pilot wurde von den Rebellen gefangen genommen.
Nach mehrmonatigen Vorbereitungen kam der nächste große Angriff der FROLINAT im Januar 1978. Alle Garnisonen der tschadischen Armee wurden von der FROLINAT grenznah überrannt.
Am 27. Januar 1979 wurde eine Douglas DC 4 mit einer schultergestützten Flugabwehrrakete vom Typ 9K32 Strela-2 abgeschossen. Alle Besatzungsmitglieder wurden hierbei getötet. Am nächsten Tag wurde eine C-54 bei einer Rettungsaktion von einer von zwei gestarteten SA-7 Flugabwehrraketen getroffen. Durch den Einsatz der SA-7 wurden die Operationen der libyschen Luftwaffe faktisch beendet.
Angesichts des Vormarsches der FROLINAT bat der tschadische Präsident Félix Malloum um eine französische Militärintervention.
Die Luftstreitkräfte des Tschad (französisch Force Aérienne Tchadienne) verfügen über folgende Flugzeug- und Hubschraubertypen (Stand Ende 2021):
| Flugzeug                       | Foto           | Herkunft           | Verwendung             | Version        | Aktiv          | Bestellt       | Anmerkungen    |
| Kampfflugzeuge                 | Kampfflugzeuge | Kampfflugzeuge     | Kampfflugzeuge         | Kampfflugzeuge | Kampfflugzeuge | Kampfflugzeuge | Kampfflugzeuge |
| ------------------------------ | -------------- | ------------------ | ---------------------- | -------------- | -------------- | -------------- | -------------- |
| Su-25                          |                | Sowjetunion        | Erdkampfflugzeug       |                | 6              |                |                |
| Flugzeuge für Spezialmissionen |                |                    |                        |                |                |                |                |
| Cessna 208 Caravan             |                | Vereinigte Staaten | Aufklärungsflugzeug    |                | 2              |                |                |
| Transportflugzeuge             |                |                    |                        |                |                |                |                |
| An-12                          |                | Sowjetunion        | Transportflugzeug      |                | 1              |                |                |
| An-26                          |                | Sowjetunion        | Transportflugzeug      |                | 3              |                |                |
| C-27J Spartan                  |                | Italien            | Transportflugzeug      |                | 2              |                |                |
| C-130 Hercules                 |                | Vereinigte Staaten | Transportflugzeug      | C-130H         | 1              |                |                |
| Geschäftsreiseflugzeuge        |                |                    |                        |                |                |                |                |
| Boeing 737                     |                | Vereinigte Staaten | Geschäftsreiseflugzeug | B-737BBJ       | 1              |                | [ 2 ]          |
| Douglas DC-9                   |                | Vereinigte Staaten | Geschäftsreiseflugzeug | DC-9-87        | 1              |                | [ 2 ]          |
| Gulfstream II                  |                | Vereinigte Staaten | Geschäftsreiseflugzeug |                | 1              |                | [ 2 ]          |
| Schulflugzeuge                 |                |                    |                        |                |                |                |                |
| PC-7                           |                | Schweiz            | Schulflugzeug          |                | 2              |                |                |
| PC-9                           |                | Schweiz            | Schulflugzeug          |                | 1              |                |                |
| Aermacchi SF-260               |                | Italien            | Schulflugzeug          |                | 1              |                |                |
| Hubschrauber                   |                |                    |                        |                |                |                |                |
| H125 Écureuil                  |                | Frankreich         | Mehrzweckhubschrauber  | H125M          | 6              |                |                |
| Mil Mi-8                       |                | Sowjetunion        | Mehrzweckhubschrauber  | Mi-17Mi-171    | 6              |                |                |
| Mil Mi-24                      |                | Sowjetunion        | Kampfhubschrauber      |                | 3              |                |                |
| Aérospatiale SA-319            |                | Frankreich         | Mehrzweckhubschrauber  | SE3160         | 1              |                |                |